# (8428) Okiko
(8428) Okiko est un astéroïde de la ceinture principale.

## Description
(8428) Okiko est un astéroïde de la ceinture principale. Il fut découvert le 3 novembre 1997 à Geisei par Tsutomu Seki. Il présente une orbite caractérisée par un demi-grand axe de 2,38 UA, une excentricité de 0,18 et une inclinaison de 1,6° par rapport à l'écliptique.

## Compléments